# Ramudden
Ramudden är ett svenskt aktiebolag och multinationell koncern med huvudkontor i Gävle och verksamt inom arbetsplatssäkerhet. Företaget grundades 2005 av koncernchefen Hans-Olov Blom med ett förflutet inom Försvarsmakten. Företaget var 2024 med runt 5 000 anställda, en årsomsättning på drygt 10 miljarder kronor och verksamhet i 12 länder störst i världen inom arbetssäkerhet i trafikmiljöer. I Sverige hade företaget ett 60-tal depåer på olika håll i landet. Bland svenska kunder fanns bland andra Sveriges största bygg- och anläggningsföretag: NCC, Skanska och Peab. Riskkapitalbolaget Triton är sedan år 2017 majoritetsägare i bolaget. Utöver Triton finns ett 150-tal minoritetsägare 

## Historia
Hans-Olov Blom hade 2005 arbetat inom Försvarsmakten i 17 år. Han hade uppnått majorsgrad men hade tröttnat på det militära och sökte efter en ny karriär. Genom en släkting kom han i kontakt med Lars Göran Bäckvall i Sundsvall, som hade börjat hyra ut anordningar för trafiksäkerhet vid vägbyggen. Blom hjälpte Bäckvall att öppna en depå i Gävle och de blev kollegor. Kort därefter ville Bäckvall sälja företaget för att fokusera på fastigheter. Då tog Hans-Olov Blom chansen att köpa bolaget. Affärsidén var att sälja vägtrafikskyltar och hyra ut säkerhetsutrustning för vägarbeten. Skalan var ursprungligen liten. Det dröjde 1,5 år innan bolaget fick sin första anställda.
Efter ett antal uppmärksammade arbetsplatsolyckor på olika håll i Sverige hamnade vägarbetarnas säkerhet i fokus, vilket ledde till att regelverket skärptes. Arbetsmiljöverket och Trafikverket fick mandat att stänga vägarbeten eller straffa entreprenörer som fuskade. De höjda kraven gjorde att allt fler trafikbyggentreprenörer såg poängen med att låta en specialist sköta arbetsplatssäkerheten.
Efter att Ramudden fått NCC som kund fick fler byggföretag upp ögonen för bolaget. De startade verksamheter i Göteborg, Växjö, Malmö och längs Norrlandskusten. 2009 expanderade företaget utanför Sveriges gränser genom att starta verksamhet i Norge. Efter det fortsatte expansionen till andra länder.
2017 sålde Hans-Olov Blom aktiemajoriteten till riskkapitalbolaget Triton.
2024 tog företaget steget in på den nordamerikanska marknaden genom att förvärva bolaget RSG International med huvudkontor i Ottawa, Kanada.

## Affärsidé
Affärsidén är att hyra ut utrustning som behövs för att skapa en trygg arbetsmiljö vid vägarbeten, exempelvis skyltar, lastbilar med påkörningsskydd och skyddsbarriärer av stål och betong.
Företaget ägnar sig även åt utbildning, bland annat på uppdrag av Trafikverket, och erbjuder konsulttjänster, till exempel i samband med planering av trafikomläggning och vägarbeten.